# Ben Webster
Benjamin Francis Webster (Kansas City, Missouri, 27 de março de 1909  — Copenhagen, 20 de setembro de 1973) foi um saxofonista de jazz norte-americano.
Sua sepultura localiza-se no Cemitério Assistens.

## Discografia
- 1953: King of the Tenors  	Polygram
- 1953: Ben Webster and MJQ - An Exceptional Encounter
- 1954: Ballads 	Polygram
- 1955: Music for Loving
- 1955: Music with Feeling
- 1956: The Album (com Art Tatum)
- 1957: The Soul of Ben Webster 	Polygram
- 1957: Coleman Hawkins Encounters Ben Webster
- 1957: Soulville 	Verve
- 1959: Ben Webster Meets Oscar Peterson
- 1959: Ben Webster and Associates (com Roy Eldridge, Coleman Hawkins e outros)
- 1959: Meets Gerry Mulligan 	Verve
- 1960: The Warm Moods
- 1960: Ben Webster at the Renaissance
- 1962: Ben and Sweets 	CBS (com Harry "Sweets" Edison)
- 1963: Soulmates (com Joe Zawinul)
- 1964: See You at the Fair 	Impulse!
- 1965: Stormy Weather 	1201 Music
- 1965: The Jeep Is Jumpin'  	Black Lion
- 1965: Live at The Jazzhus Montmartre
- 1967: Meets Bill Coleman 	Black Lion
- 1967: Black Lion Presents 	Black Lion
- 1969: Tribute to Duke Ellington 	Le Jazz
- 1972: Makin' Whoopee 	Spotlite